# Nelson Rossi
Nelson Rossi (Rio de Janeiro, 21 de setembro de 1927 - São Paulo, 26 de julho de 2014) foi um letrólogo brasileiro, atuante no campo da linguista. Notabilizou-se especialmente por seus trabalhos sobre fonética e dialetologia do português brasileiro, tendo sido o responsável pelo primeiro atlas linguístico brasileiro (o Atlas Prévio dos Falares Baianos) e pela implementação do do Projeto de Estudo da Norma Linguística Urbana Culta (NURC) na Bahia. Na Universidade Federal da Bahia, onde trabalhou como professor e pesquisador de 1955 a 1985, implantou em 1957 o primeiro laboratório de fonética experimental do Brasil.
Foi um dos primeiros professores da Universidade de Brasília, onde lecionou de 1963 a 1965. De 1975 a 1977, foi presidente da Associação Brasileira de Linguística.